# Hemigrammocharax
Hemigrammocharax es un género de peces de agua dulce, perteneciente a la familia Distichodontidae. El género fue descrito inicialmente por Pellegrin en 1923. Se reconocen las siguientes especies:
- Hemigrammocharax angolensis Poll, 1967
- Hemigrammocharax lineostriatus Poll, 1967
- Hemigrammocharax machadoi Poll, 1967
- Hemigrammocharax minutus (Worthington, 1933)
- Hemigrammocharax monardi Pellegrin, 1936
- Hemigrammocharax multifasciatus (Boulenger, 1923) (Multibar citharine)
- Hemigrammocharax ocellicauda (Boulenger, 1907)
- Hemigrammocharax rubensteini Jerep & Vari, 2013[2]
- Hemigrammocharax uniocellatus (Pellegrin, 1926)
- Hemigrammocharax wittei Poll, 1933